# Holly Fulger
Holly Fulger (Lakewood, Ohio, 6 de enero de 1956) es una actriz estadounidense. Es conocida por sus papeles como Robin Dulitski en Anything but Love y como Holly Jamison en Ellen.
En 2018, inició una organización sin fines de lucro, True Beauty Discovery.

## Biografía
Holy Fulger nació en Lakewood, Ohio. Holly estudió actuación en Chicago con la aclamada Remains Theatre Co.

## Carrera
Protagonizó el estreno estadounidense de Road, Our Country's Good y Lloyd's Prayer, y actuó en el Teatro Goodman con la directora ganadora del premio Tony, Robert Falls. Ha aparecido como estrella invitada en muchas series de televisión notables como Without a Trace en 2006. También tuvo papeles recurrentes notables en Thirtysomething y 7th Heaven.
Sus papeles más notables hasta la fecha pueden ser sus papeles regulares en la serie de televisión Anything But Love y These Friends of Mine, que pasó a llamarse Ellen después del primer año. También tuvo un papel destacado en la trilogía de películas para televisión Zenon en Disney Channel, como la tía Judy.
Desde 2014, presenta el programa The Hollywood Beauty Detective.

## Filmografía

### Películas
| Año  | Título                               | Papel        | Notas                 |
| ---- | ------------------------------------ | ------------ | --------------------- |
| 1989 | An Innocent Man                      | Yvonne       | Debut cinematográfico |
| 1989 | God's Will                           | Desconocido  |                       |
| 1994 | Ladies in Waiting                    | Sarah        |                       |
| 1995 | Lover's Knot                         | Gwen Myers   |                       |
| 2002 | Fits and Starts                      | Bobbi        |                       |
| 2007 | The Rat Thing                        | Barbara Jean |                       |
| 2012 | The Case of the Missing Garden Gnome | Francine     | Cortometraje          |

### Televisión
| Año       | Título                                     | Papel                            | Notas                            |
| --------- | ------------------------------------------ | -------------------------------- | -------------------------------- |
| 1986      | Jack and Mike                              | Carol Green                      | Debut en televisión; 2 episodios |
| 1987      | Night of Courage                           | Karen                            | Película de televisión           |
| 1987      | Fatal Confession: A Father Dowling Mystery | Theresa Robinson                 | Película de televisión           |
| 1987-1988 | Sable                                      | Mike Blackman                    | Papel recurrente; 7 episodios    |
| 1988      | CBS Summer Playhouse                       | Margie Brandewynne               | 1 episodio                       |
| 1989      | Doctor Doctor                              | Carolyn Marsh                    | Papel recurrente; 3 episodios    |
| 1989      | Trenchcoat in Paradise                     | Margie Moodus                    | Película de televisión           |
| 1989-1990 | Thirtysomething                            | Hollis Amato                     | Papel recurrente; 5 episodios    |
| 1989-1992 | Anything But Love                          | Robin Dulitski                   | Papel recurrente; 50 episodios   |
| 1991      | Saturday's                                 | Michelle                         | Película de televisión           |
| 1992      | Jack's Place                               | Michelle                         | 1 episodio                       |
| 1993-1994 | Cafe Americain                             | Lisa Hemmings                    | Papel recurrente; 3 episodios    |
| 1994      | Ellen                                      | Holly Jamison (solo temporada 1) | Papel recurrente; 13 episodios   |
| 1995      | Dweebs                                     | Noreen                           | Papel recurrente; 7 episodios    |
| 1996      | The John Larroquette Show                  | Penelope                         | 2 episodios                      |
| 1996      | Touched by an Angel                        | Rosanne Fitzgerald-Moskowitz     | 1 episodio                       |
| 1997      | Early Edition                              | Linda Newman                     | Película de televisión           |
| 1997      | Grace Under Fire                           | Señorita Landers                 | 1 episodio                       |
| 1999      | Zenon: Girl of the 21st Century            | Tía Judy Kling                   | Película de televisión           |
| 1999      | Norm                                       | Ellen                            | 1 episodio                       |
| 2001      | Zenon: The Zequel                          | Tía Judy Kling                   | Película de televisión           |
| 2001      | CSI: Crime Scene Investigation             | Linda Jasper                     | 1 episodio                       |
| 2002      | The Practice                               | Sally Burns                      | 2 episodios                      |
| 2003-2005 | 7th Heaven                                 | Gwen Smith                       | Papel recurrente; 3 episodios    |
| 2004      | Dragnet                                    | Mrs. Dowd                        | 1 episodio                       |
| 2004      | Zenon: Z3                                  | Tía Judy Kling-Plank             | Película de televisión           |
| 2004      | NYPD Blue                                  | Lainie Rutter                    | 1 episodio                       |
| 2006      | Long Lost Son                              | Marge                            | Película de televisión           |
| 2006      | Without a Trace                            | Karen Norton                     | 1 episodio                       |

### Productora
| Año  | Título                         | Notas                                     |
| ---- | ------------------------------ | ----------------------------------------- |
| 2012 | Speaking of Beauty TV          | Serie de televisión; Productora ejecutiva |
| 2015 | The Hollywood Beauty Detective | Documental de televisión; Productora      |

### Directora
| Año  | Título                         | Notas                    |
| ---- | ------------------------------ | ------------------------ |
| 2015 | The Hollywood Beauty Detective | Documental de televisión |

### Escritora
| Año  | Título                         | Notas                    |
| ---- | ------------------------------ | ------------------------ |
| 2015 | The Hollywood Beauty Detective | Documental de televisión |